# Максіміліан Гофманн
Максіміліан Гофманн (нім. Maximilian Hofmann, нар. 7 серпня 1993, Відень) — австрійський футболіст, півзахисник угорського клубу «Дебрецен».

## Клубна кар'єра
Народився 7 серпня 1993 року в місті Відень. Вихованець юнацьких команд футбольних клубів «Вінерберг» та «Рапід» (Відень). З 2011 року став виступати за резервну команду «Рапіда», в якій провів три сезони, взявши участь у 47 матчах чемпіонату.
26 травня 2013 року в матчі проти «Ріда» Гофманн дебютував за «Рапід» у австрійській Бундеслізі. 17 вересня 2014 року в поєдинку проти «Вінер-Нойштадта» Максіміліан забив свій перший гол за рідний клуб.

## Виступи за збірну
2014 року залучався до складу молодіжної збірної Австрії. На молодіжному рівні зіграв у 2 офіційних матчах.